# Sarai Linder
Sarai Linder (Sinsheim, 26 oktober 1999) is een voetbalspeelster uit Duitsland. Ze speelt als verdediger voor VfL Wolfsburg in de Bundesliga.

## Clubcarrière
Linder werd geboren in Sinsheim en voetbalt al haar hele carrière in haar geboortestad. Ze begon bij amateurclub uit SV Hilsbach. In 2010 stapte ze over naar de jeugdafdeling van TSG 1899 Hoffenheim. In 2016 werd ze overgeheveld naar het eerste elftal van de profclub uit Sinsheim. Op 30 augustus 2015 maakte Linder haar officiële debuut voor Hoffenheim in een 4-1 overwinning op FFC Frankfurt. In deze wedstrijd maakte ze ook gelijk haar eerste doelpunt in de Bundesliga.
In 2020 studeerde Linder aan de universiteit in Florida. Vanaf het seizoen 2021-22 speelt Linder weer voor Hoffenheim.
In de zomer van 2024 maakte Linder de overstap naar competitiegenoot VfL Wolfsburg waar ze een contract ondertekende tot medio 2027.

## Statistieken
| Seizoen | Club                   | Competitie     | Competitie | Competitie | Beker | Beker | Overig | Overig | Totaal | Totaal |
| Seizoen | Club                   | Competitie     | Wed.       | Dlp.       | Wed.  | Dlp.  | Wed.   | Dlp.   | Wed.   | Dlp.   |
| ------- | ---------------------- | -------------- | ---------- | ---------- | ----- | ----- | ------ | ------ | ------ | ------ |
| 2015/16 | TSG 1899 Hoffenheim II | 2de Bundesliga | 15         | 5          | 0     | 0     | 0      | 0      | 15     | 5      |
| 2016/17 | TSG 1899 Hoffenheim II | 2de Bundesliga | 16         | 2          | 0     | 0     | 0      | 0      | 16     | 2      |
| 2016/17 | TSG 1899 Hoffenheim    | Bundesliga     | 2          | 0          | 0     | 0     | 0      | 0      | 2      | 0      |
| 2017/18 | TSG 1899 Hoffenheim    | Bundesliga     | 14         | 1          | 0     | 0     | 0      | 0      | 14     | 1      |
| 2018/19 | TSG 1899 Hoffenheim    | Bundesliga     | 16         | 1          | 2     | 0     | 0      | 0      | 18     | 1      |
| 2019/20 | TSG 1899 Hoffenheim    | Bundesliga     | 16         | 0          | 3     | 0     | 0      | 0      | 19     | 0      |
| 2021/22 | TSG 1899 Hoffenheim    | Bundesliga     | 21         | 2          | 2     | 1     | 10     | 1      | 33     | 4      |
| 2022/23 | TSG 1899 Hoffenheim    | Bundesliga     | 21         | 0          | 3     | 0     | 0      | 0      | 24     | 0      |
| 2023/24 | TSG 1899 Hoffenheim    | Bundesliga     | 22         | 0          | 3     | 0     | 0      | 0      | 25     | 0      |
| 2024/25 | VfL Wolfsburg          | Bundesliga     | 18         | 1          | 1     | 0     | 9      | 0      | 28     | 1      |
| Totaal  | Totaal                 | Totaal         | 160        | 12         | 15    | 1     | 19     | 1      | 194    | 14     |

Bijgewerkt t/m 1 juni 2025.

## Interlandcarrière
Sarai Linder werd in 2022 voor het eerst opgeroepen voor de selectie van het Duitse nationale team. Op 11 april 2023 maakte ze haar debuut in een 1-2 nederlaag tegen Brazilië door in de rust in te vallen voor Sophia Kleinherne.
Linder maakte ook deel uit van de selectie van Duitsland in de Nations League. Met Duitsland wist Linder kwalificatie voor de Olympische Spelen af te dwingen. Hier won ze met haar land een bronzen medaille na Spanje in de finale met 0-1 te hebben verslagen.